# Медведовский, Самуил Пинхусович
Самуил Пинхусович Медведовский (1891, Полтавская губерния — 11 апреля 1924) — полный Георгиевский кавалер, кавалер двух орденов Красного Знамени РСФСР, участник Первой мировой, гражданской и Советско-польской войн.

## Биография
Родился в 1891 году в местечке Золотоноша Полтавской губернии.
Семья бедствовала, так что работать Медведовскому пришлось с раннего возраста. В возрасте семи лет он остался без матери, ещё через два года — без отца. Окончил городское училище, в 1911 году сдал экстерном экзамены за курс гимназии. В том же году он принял участие в антиправительственных беспорядках, за что был арестован. Всё в том же 1911 году Медведовский был призван в царскую армию. Как обученный грамоте, он стал писарем 10-й роты 27-го Витебского полка.
С самого начала Первой мировой войны — на её фронтах. Командир полка, не любивший евреев, перевёл Медведовского в команду пеших разведчиков. Первые два Георгиевских креста он заслужил за последующие два месяца, а к 1916 году стал полным Георгиевским кавалером. В том же году получил звание подпрапорщика. В марте 1917 года Медведовский вступил в РСДРП(б), был избран членом корпусного комитета. Вскоре командование направило его в Бердичев на должность офицера роты георгиевских кавалеров. После Октябрьской революции Медведовский стал руководителем Бердичевской городской парторганизации большевиков и начальником гарнизона.
Медведовский вместе с Василием Киквидзе приступил к формированию подразделений Рабоче-крестьянской Красной Армии на Украине из бывших частей Юго-Западного фронта. Когда была сформирована 4-я армия, её командующим стал Киквидзе, а заместителем — Медведовский, позднее армия была преобразована в 1-ю Советскую (а затем — 16-ю стрелковую) дивизию.
С июня 1918 года дивизия участвовала в боях с формированиями генерала Краснова. В боях Медведовский обычно руководил действиями дивизии на левом фланге, а Киквидзе — на правом. В одном из боёв в Полтавской губернии Медведовский и Киквидзе были ранены одной и той же пулей. Медведовский в дивизии пользовался большим авторитетом. Когда 11 января 1919 года Киквидзе погиб в одном из боёв, он временно взял командование дивизией на себя, а когда прибыл новый командир — Роберт Эйдеман — Медведовский вновь стал заместителем командира дивизии. Бойцы дивизии устраивали митинги с лозунгами: «На хотим другого комдива». В августе 1919 года Медведовский был утверждён в должности командира 16-й стрелковой дивизии.
Дивизия участвовала в боях против корпуса Мамонтова, конницы Шкуро. Приказом РВСР № 56 от 7 февраля 1920 года «начальник 16-й стрелковой имени Киквидзе дивизии тов. Медведовский за боевые заслуги, проявленные им во время прорыва фронта противника на Дону у гор. Острогожска, что вызвало отход неприятеля от станции Лиски, а в дальнейшем — прорыв фронта на Донце и захват станции Лихой», был награждён орденом Красного Знамени.
В 1920 году во время форсирования Кубани Медведовский был назначен командиром ударной группы, состоявшей из трёх дивизии и нескольких бригад. 25 марта 1920 года группа переправилась через Кубань, а 27 марта — захватила Новороссийск. Приказом РВСР № 185 от 30 мая 1921 года «начальник 16-й стрелковой дивизии тов. Медведовский за выдающиеся боевые заслуги на Южном фронте во время командования названной дивизией и за личную храбрость и искусное руководство вверенными ему частями в боях по городами Батайском, Новороссийском, имевших непосредственным результатом взятие этих городов» награждён вторым орденом Красного Знамени.
В дальнейшем Медведовский участвовал в советско-польской войне. В тех боях его дивизия понесла большие потери. В 1921 году дивизия была расквартирована в Казани, участвовала в борьбе с голодом, охватившим в те годы Поволжье. Когда был объявлен добровольный сбор ценностей в помощь голодающим, Медведовский сдал свои Георгиевские кресты, изготовленные из золота и серебра. 17 мая 1923 года Медведовский, к тому времени уже тяжело болевший туберкулёзом, оставил должность командира дивизии, став помощником командующего Приволжским военным округом. В феврале 1924 года зачислен в резерв при штабе РККА.

Могила на Ваганьковском кладбище

11 апреля 1924 года С. П. Медведовский скончался. Похоронен на Ваганьковском кладбище (59 уч.).
В честь Медведовского названа улица в Острогожске.

## Награды
Награды СССР
- два ордена Красного Знамени (7.02.1920, 30.05.1921)[3]
- знак отличия «Борцу с голодом» ТССР (1922)[7]

Награды Российской империи
- Георгиевский крест 1-й степени (18.11.1916)[8];
- Георгиевский крест 2-й степени[9];
- Георгиевский крест 3-й степени[9];
- Георгиевский крест 4-й степени[9];
- Георгиевская медаль 4-й степени[9]